# Aleksander Brzóstowicz
Aleksander Kazimierz Brzóstowicz (ur. 28 stycznia 1951 w Szczytnikach Czerniejewskich) – polski profesor nauk rolniczych w zakresie biofizyki roślin i agrofizyki, nauczyciel akademicki.

## Życiorys
Aleksander Brzóstowicz uczęszczał do szkoły podstawowej w rodzinnej miejscowości w latach 1958–1965. Naukę kontynuował w I Liceum Ogólnokształcącym w Gnieźnie, gdzie w 1969 zdał maturę. Studiował na kierunku fizyka z chemią w Wyższej Szkole Nauczycielskiej w Słupsku (1969–1972), a następnie na Wydziale Matematyczno-Fizyczno-Chemicznym Wyższej Szkoły Pedagogicznej w Opolu, gdzie w 1974 otrzymał dyplom magistra fizyki. W tym samym roku podjął pracę zawodową w Szczecinie jako nauczyciel fizyki i astronomii w IV Liceum Ogólnokształcącym (1974–1976) oraz I Liceum Ogólnokształcącym (1976–1977). Od 1977 był zatrudniony na stanowisku nauczyciela akademickiego w Zakładzie Fizyki Akademii Rolniczej w Szczecinie, gdzie przeszedł przez kolejne szczeble kariery akademickiej od stanowiska asystenta (1977), starszego asystenta (1978–1984), adiunkta (1985–2000), profesora nadzwyczajnego (2001–2017) do stanowiska profesora (2018-2019). W 1985 uzyskał stopień doktora nauk rolniczych na Wydziale Rolniczym Akademii Rolniczej w Szczecinie po obronie rozprawy Wpływ niskiej temperatury na luminescencję aparatu fotosyntetycznego roślin uprawnych (promotor: prof. dr hab. Janusz Sławiński). W 1999 Rada Naukowa Instytutu Agrofizyki PAN w Lublinie nadała mu stopień doktora habilitowanego nauk rolniczych w zakresie agronomii – agrofizyki za dorobek i cykl publikacji pod wspólnym tytułem Zastosowanie opóźnionej luminescencji do badania wpływu niskiej temperatury na rośliny uprawne. W 2007 otrzymał tytuł profesora nauk rolniczych. W 2019 przeszedł na emeryturę.
Od 1974 żonaty z Alicją Brzóstowicz z d. Gębura, z którą ma syna Krzysztofa (ur. 1974) i córkę Katarzynę (ur. 1978).

## Praca naukowo-dydaktyczna
Aleksander Brzóstowicz prowadził badania wpływu różnych czynników, a głównie wpływu niskiej temperatury na aparat fotosyntetyczny roślin, zajmował się problemami związanymi z odpornością ozimych roślin uprawnych na ten czynnik. Wykazał przydatność metody luminescencyjnej do oceny mrozoodporności aparatu fotosyntetycznego roślin oraz do badania procesu hartowania mrozowego. Ponadto zajmował się badaniem wpływu oświetlenia, zasolenia, niedoboru wody, podwyższonego stężenia dwutlenku węgla na wzrost i mrozoodporność siewek zbóż. Opublikował jako autor lub współautor ponad 200 prac i doniesień naukowych, skryptów do ćwiczeń laboratoryjnych i rachunkowych z fizyki, biofizyki i agrofizyki oraz innych opracowań dydaktycznych. Jest także współautorem patentu. Prowadził zajęcia dydaktyczne (wykłady, ćwiczenia, seminaria) z fizyki, agrofizyki, właściwości fizycznych materiałów rolniczych oraz ćwiczenia z energetyki słonecznej, wiatrowej i wodnej. Jest współautorem kilkunastu skryptów i pomocy dydaktycznych. Był promotorem licznych prac inżynierskich, magisterskich. Wypromował 2 doktorów nauk rolniczych. Ponadto jest autorem wielu opinii i recenzji w postępowaniach o tytuł profesora oraz doktora habilitowanego, a także prac doktorskich i magisterskich. Recenzował również wiele projektów badawczych i publikacji naukowych.

## Wybrane publikacje
- Evaluation of cereal frost resistance by luminescence method. „Hod. Roś. Aklimat. i Nasien.” 1988, 32, 1/2, s.191-194
- Determination of delayed photosynthetic apparatus luminescence as a possible method of frost resistance evaluation in wheat leaves. „Acta Physiol. Plant.” 1990, 12 (3), s.187-191
- Influence of DCMU on the temperature dependence of the delayed luminescence intensity in wheat leaves. „Photosynthetica” 1991, 25(2), s.219-221
- Temperature dependence of delayed luminescence intensity of wheat leaves in different growth phases. „Photosynthetica” 1992, 27(1/2), s.237-239
- Mikrokomputerowy zestaw do badania wpływu temperatury na natężenie opóźnionej luminescencji fragmentów liści. „Zesz. Nauk. AR Szczecin” 1993, 159 Rol. Ser. Techn. 56, s.41-47
- Ćwiczenia laboratoryjne z fizyki z elementami biofizyki i agrofizyki. Wydaw. Akademii Rolniczej w Szczecinie, Szczecin 1996 (wsp. Dorota Gołębiowska). ISBN 83-86521-67-8
- Luminescencja w procesie fotosyntezy. „Acta Agrophys.” 2001, 45, s.31-42[5]
- Świecenia biologiczne. „Acta Agrophys.” 2001, 45, s.43-52[6]
- Luminescencja w badaniach agrofizycznych. „Acta Agrophys.” 2002, 60, s.27-38[7]
- Ćwiczenia rachunkowe i problemowe z fizyki. Wydaw. AR w Szczecinie. Szczecin 2002, 38 ss.
- Luminescencyjna metoda oceny mrozoodporności roślin. „Acta Agrophys.” 2003, 93, s.5-10[8]
- Konduktometryczna metoda oceny mrozoodporności roślin. „Acta Agrophys.” 2003, 93, s.11-15 (wsp. Zdzisław Prokowski)[9]
- Ćwiczenia laboratoryjne z fizyki z elementami agrofizyki. Wydaw. AR w Szczecinie, Szczecin 2003, 156 ss. (wsp. Dorota Gołębiowska)
- Luminescencyjna ocena wpływu warunków świetlnych podczas hartowania siewek pszenicy na ich odporność na niską temperaturę. „Zesz. Probl. Post. Nauk Roln.” 2004, 496, s.113-118[10]
- Metody luminescencyjne w badaniach środowiska glebowego i roślin. W: „Agrofizyka: procesy, właściwości, metody” (red. Jan Gliński, Józef Horabik, Jerzy Lipiec, Cezary Sławiński). Instytut Agrofizyki im. Bohdana Dobrzańskiego PAN w Lublinie, Lublin 2014, s.213-216. ISBN 978-83-89969-34-7[11]
- Influence of salt stress on growth and frost resistance of three winter cereals. Inter. Agrophysics 2015, 29, 193-200 (wsp. Renata Matuszak-Slamani)[12]

## Patent
Sposób i urządzenie do określania mrozoodporności roślin. Patent nr 201835, 1986. Opis patent. 130729 (wsp. Antoni Murkowski, Edward Grabikowski)

## Udział w organizacji nauki
Profesor Aleksander Brzóstowicz pełnił funkcję dyrektora Instytutu Inżynierii Rolniczej Akademii Rolniczej w Szczecinie (2001–2008), prodziekana (2005–2008) i dziekana Wydziału Kształtowania Środowiska i Rolnictwa (2008–2016), a także kierownika Katedry Fizyki i Agrofizyki (2012-2016). Ponadto był współzałożycielem i koordynatorem Studium Zawodowego Technika i Usługi w Leśnictwie (od 2004–2007).
Poza Uczelnią był członkiem Komitetu Agrofizyki Polskiej Akademii Nauk (2007–2010), członkiem Środowiskowej Komisji Akredytacyjnej sekcja ds. techniki rolniczej i leśnej (2007–2010), członkiem Rady Naukowej Instytutu Budownictwa, Mechanizacji i Elektryfikacji Rolnictwa w Warszawie (2007–2009). Należy do Polskiego Towarzystwa Biofizycznego (od 1977) i Polskiego Towarzystwa Agrofizycznego (od 1977), a od 1998 – współzałożycielem Szczecińskiego Oddziału tego towarzystwa, a od kwietnia 2003 – jego przewodniczącym.

## Odznaczenia i nagrody[3]
- Medal Komisji Edukacji Narodowej (1997)
- Złoty Krzyż Zasługi (2005)
- Medal „Za zasługi dla WKŚiR AR w Szczecinie” (2004)
- Medal „Zasłużony dla AR w Szczecinie” (2008)
- Medal ZUT w Szczecinie „Primo Loco” (dwukrotnie) (2014, 2016)
- Medal Polskiego Towarzystwa Inżynierii Rolniczej (2024)
- Nagrody JM Rektora Akademii Rolniczej w Szczecinie naukowa indywidualna (5-krotnie) i zespołowa (5-krotnie)
- Nagrody JM Rektora ZUT w Szczecinie za działalność organizacyjną, corocznie w latach 2009–2016
- Nagroda JM Rektora ZUT w Szczecinie za całokształt działalności (2019)